# Mesoclemmys raniceps
Mesoclemmys raniceps là một loài rùa trong họ Chelidae. Loài này được Gray mô tả khoa học đầu tiên năm 1855.